# Barbara Regina Dietzsch

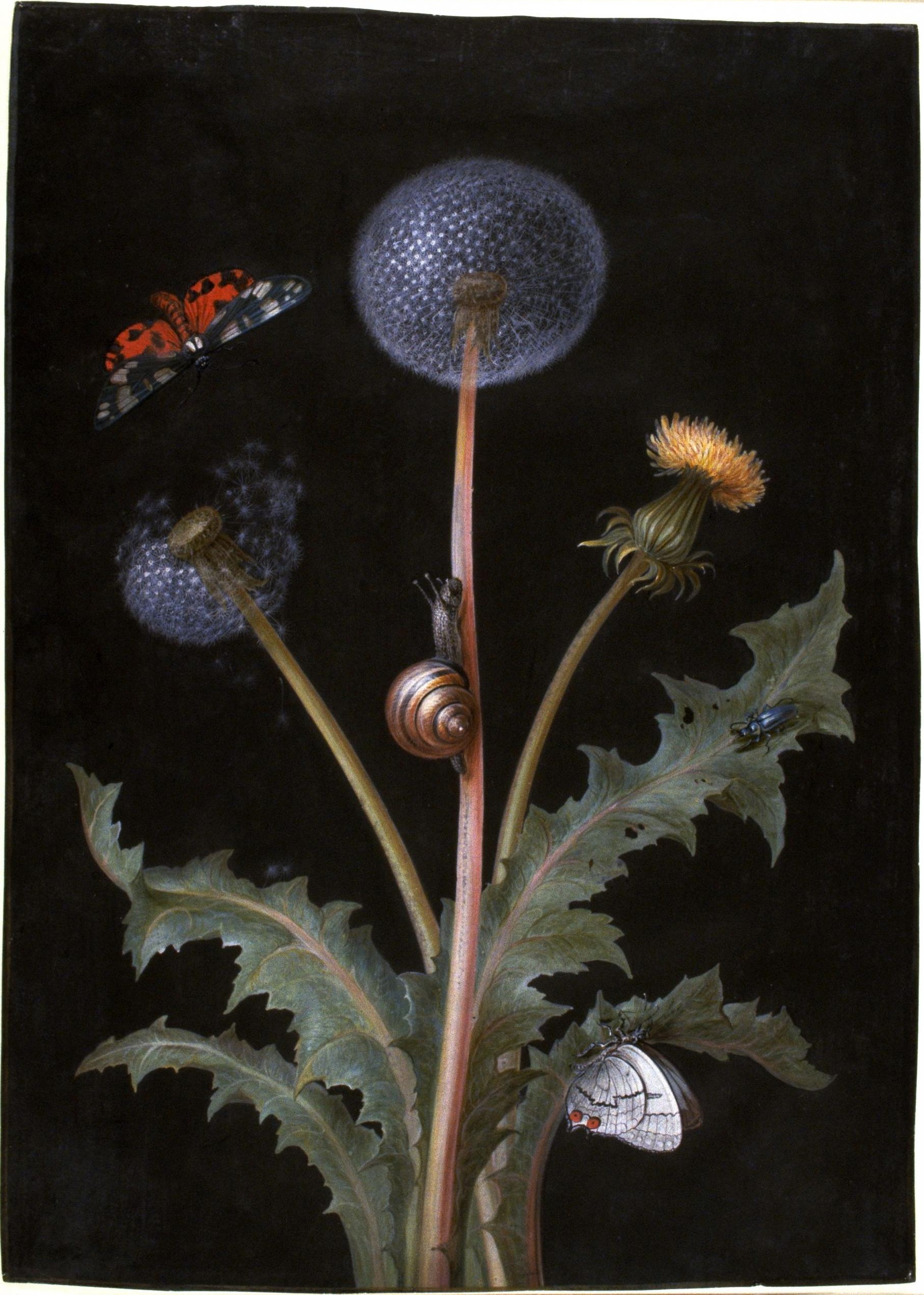
Ein Löwenzahn mit einer Tigermotte, einem Schmetterling, einer Schnecke und einem Käfer

Barbara Regina Dietzsch (* 22. September 1706 in Nürnberg; † 1. Mai 1783 ebenda) war eine Malerin und Zeichnerin aus der Nürnberger Künstlerdynastie Dietzsch.

## Leben und Werk

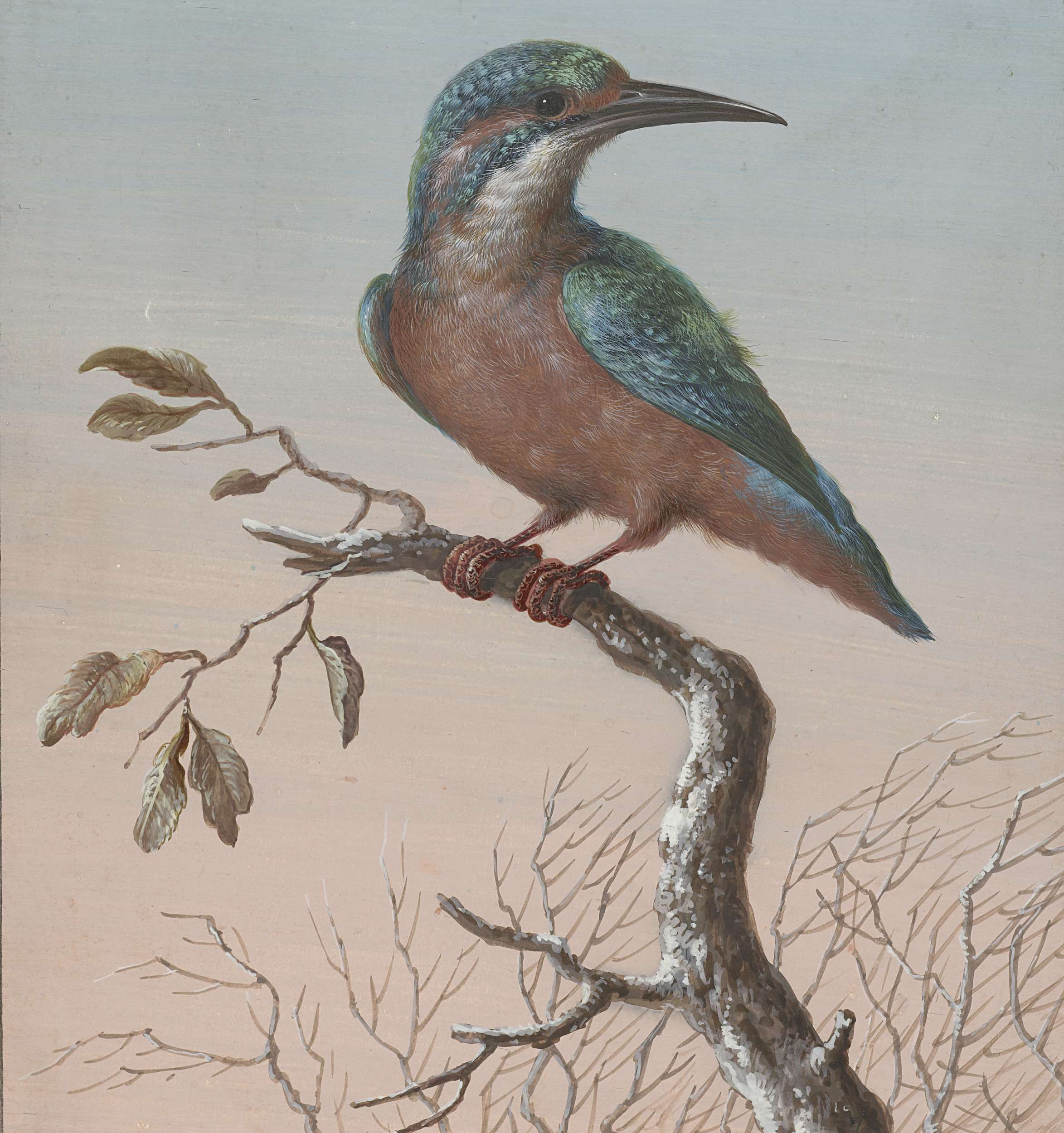
Eisvogel

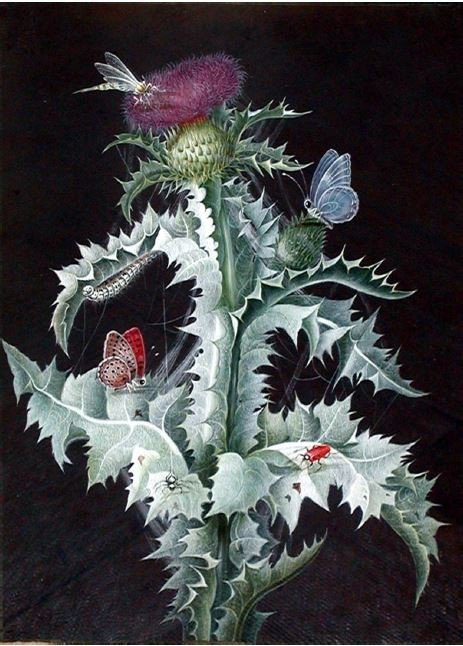
Stachel-Eselsdistel mit Insekten

Barbara Regina Dietzsch gilt als eines der begabtesten und produktivsten Mitglieder der Künstlerfamilie Dietzsch. Sie war die älteste Tochter des Malers, Zeichners und Radierers Johann Israel Dietzsch. Wie ihre Schwester Margaretha Barbara Dietzsch (1726–1795) sowie ihre fünf jüngeren Brüder erhielt sie ihre Ausbildung in der Werkstatt des Vaters.
Dietzschs Arbeiten waren international gefragt und wurden bis in die Niederlande sowie nach England exportiert. Sie erhielt mehrmals den Ruf als Hofmalerin, lehnte diese beruflichen Perspektive jedoch regelmäßig ab. Es wird spekuliert, ob dies aus familiären Gründen geschah, oder ob sie künstlerische Freiheit nicht dem Geschmack des Hofes unterwerfen wollte.
Ihre Bilder zeigen die im 18. Jahrhundert sehr beliebten Darstellungen von Vögeln, Insekten, Blumen, Landschaften, Jagdszenen und Porträts. Dietzsch arbeitete sehr detailgenau. So sind auf der Darstellung einer Stachel-Eselsdistel mit Insekten noch die feinsten Spinnwebfäden zu erkennen. Ihr akribischer Zeichenstil geht auf die Beschäftigung mit französischen und holländischen Stillleben zurück. Über diesen Perfektionismus wundert sich einer ihrer Rezensenten kurz nach ihrem Tod: 

„Es ist nicht zu begreifen, wie diese Künstlerin die Natur so genau hat nachahmen und so zu sagen abstehlen können, da sie bekanntlich, gleich ihren Brüdern, selten vor die Stadt hinausgekommen und beständig zu Hause über ihren Arbeiten gesessen ist.“

Barbara Regina Dietzsch starb am 1. Mai 1783 im Alter von 76 Jahren in ihrer Geburtsstadt Nürnberg.

## Publikationen
1772 bis 1775 hat der Verleger Knorr das zweibändige Auserlesene Blumen- und Zeichenbuch für Frauen Zimmer mit Radierungen nach Dietzschs Zeichnungen veröffentlicht.

## Auktionen
- 1824 in Nürnberg: 17. Bl., Wassermalereien von Barb. Regina Dietzsch
  - 2 Bl. a) Eine Kolbmeise auf d. Zweige eines Apfelbaums, woran Früchte hingen. ...
0b) Ein Gägler auf dem Zweige eines Pfirsichbaums, an welchen Früchte hängen.
  - 2 Bl. a) Eine violette Levcoje mit e. Schmetterlinge u. e. Fliege.
0b) Eine blaue Aurikel mit e. Schmetterling u. e. Käfer.
  - 2 Bl. a) Eine Schwerdtlilie mit Insecten.
0b) Eine Tulpe mit einer Hummel u. e. Schmetterlinge.
  - 2 Bl. a) Eine hundertblättrige Rose mit zwei Knospen, einem Schmetterling u. Käfer.
0b) Eine grosse rote Nelke mit r. Schmetterling und Insecten.
  - 2 Bl. a) Eine Anemone mit e. Wespe u. e. Schmetterlinge.
0b) Die Blüte des Schneeballs mit e. eingesponnenen Raupe u. einem Schmetterling.
  - 1 Bl. Eine Tulpe, eine Tazette u. eine Anemone als Bouquet.
  - 2 Bl. a) Eine Feuerlilie mit e. Schmetterl.
0b) Eine rothe Aster mit. e. Schmetterling u. einer Raupe.
  - 2 Bl. a) Ein Fink.
0b) Eine Grasmücke: beide auf Baumzweige sitzend.
  - 2 Bl. a) Ein blühender Zweig eines Apfelbaums, mit zwei Schmetterlingen u. einem Käfer.
0b) Ein Zweig der Passionsblume mit Blüthe, Knospen und einigen Insecten.[2]
- 1825 in Nürnberg: 3. Bl.
  - Prospect der Stadt Dillingen; leicht colorierte Federzeichnung.
  - Prospect der Vestung Breysach, Federzeichnung.
  - Eine Distel, Scizze in Farben von Barb. Reg. Dietzsch.[3]